# Новый Бараган
Но́вый Барага́н (укр. Новий Бараган, крымскотат. Yañı Borağan, Янъы Борагъан) — исчезнувшее село в Раздольненском районе Республики Крым, располагавшийся на юго-востоке района в степном Крыму, примерно в 1,5 километрах севернее современного села Зимино.

## История
Впервые в доступных источниках поселение встречается в Статистическом справочнике Таврической губернии. Ч.II-я. Статистический очерк, выпуск пятый Евпаторийский уезд, 1915 год, согласно которому в деревне Бараган Новый Агайской волости Евпаторийского уезда числилось 7 дворов с русским населением в количестве 45 человек приписных жителей и 7 — «посторонних», из которых 26 мужчин и 26 женщин. Жители землёй не владели, в хозяйствах имелось 63 лошади, 13 коров и 26 голов мелкого скота.
После установления в Крыму Советской власти, по постановлению Крымревкома от 8 января 1921 года № 206 «Об изменении административных границ» была упразднена волостная система и в составе Евпаторийского уезда был образован Бакальский район, в который включили село, а в 1922 году уезды получили название округов. 11 октября 1923 года, согласно постановлению ВЦИК, в административное деление Крымской АССР были внесены изменения, в результате которых округа были отменены, Бакальский район упразднён и село вошло в состав Евпаторийского района. Согласно Списку населённых пунктов Крымской АССР по Всесоюзной переписи 17 декабря 1926 года, в селе Бараган Новый, Тогайлынского сельсовета Евпаторийского района, числилось 10 дворов, все крестьянские, население составляло 47 человек, все русские. После создания в 1935 году Ак-Шеихского района (переименованного в 1944 году в Раздольненский) селение включили в его состав. В последний раз в доступных исторических документах Новый Бараган встречается на двухкилометровке РККА 1942 года.